# جون بارنز (لاعب كريكت)
جون بارنز (بالإنجليزية: John Barnes)‏ (14 نوفمبر 1916 في المملكة المتحدة - 22 أبريل 1943 في المملكة المتحدة) هو لاعب كريكت أيرلندي. شارك مع منتخب أيرلندا للكريكت.